# قرع الحية الكريلوي
قرع الحية الكريلوي (الاسم العلمي:Trichosanthes kirilowii) هو نوع من النباتات يتبع جنس قرع الحية من الفصيلة القرعية.